# Medaljen för tonkonstens främjande
Medaljen för Tonkonstens Främjande (MusAGM) är sedan 1945 Kungliga Musikaliska Akademiens främsta utmärkelse som utdelas "till högt förtjänta personer för betydande insatser i svenskt musikliv".
Medaljen är av 9:e storleken, oval, i svart band med blå kanter.

## Medaljörer
- 1945 – Hugo Alfvén (1), Tobias Norlind (2), Robert Haeffner (3)
- 1946 – Olof Lidner (4)
- 1947 – Patrik Vretblad (5), Viktor Lundquist (6), Carl-Gunnar Wictorin (7), Nils Henrikson (8)
- 1948 – Giovanni Turicchia (9)
- 1949 – Valdemar Dahlgren (10), Sigurd Rydberg (11)
- 1952 – Carl-Allan Moberg (12)
- 1953 – Kurt Atterberg (13)
- 1954 – John Fernström (14)
- 1955 – Hugo Hammarström (15)
- 1956 – Daniel Fryklund (16)
- 1957 – Agne Beijer (17)
- 1958 – Axel Malm (18), Gottfrid Berg (19)
- 1959 – Einar Erici (20), Sven E. Svensson (21)
- 1960 – Gottfrid Boon (22), Einar Sundström (23), Nils Wieslander (24)
- 1961 – Julius Rabe (25), Erling Carlson (26)
- 1962 – Hilding Rosenberg (27)
- 1963 – Gustaf Aulén (28), Olof Ling (29)
- 1964 – Styrbjörn Lindedal (30), Johannes Norrby (31), Gustaf Skillner (32)
- 1965 – Gösta Morin (33), Gösta Nystroem (34), Einar Ralf (35)
- 1966 – Sten Broman (36), Bertil Carlberg (37), Otto Kyndel (38)
- 1967 – Birgit Nilsson (39), Moses Pergament (40)
- 1968 – Love Mannheimer (41), Bo Wallner (42), Adrian Wennström (43)
- 1969 – Einar Hansen (44), Eric Sahlström (45)
- 1970 – Ingvar Andersson (46), John Norrman (47), Alice Babs (48)
- 1971 – Brita Hertzberg (49), Einar Beyron (50)
- 1972 – Stina Sundell (51), Nils Larsson (52), Carl Bengtsson (53)
- 1973 – Ingvar Sahlin (54), Guido Vecchi (55), Stig Westerberg (56)
- 1974 – Sven-Gunnar Andrén (57), Ingmar Bengtsson (58), Tore Kyndel (59)
- 1975 – Ingalill Linden (60), Gunnar Mossberg (61)
- 1976 – Gösta Eklund (62), Sven Karpe (63), Nicolai Gedda (64)
- 1977 – Ernst Emsheimer (65), Lars Frydén (66),  Seve Ljungman (67), Nils Otteryd (68)
- 1978 – Sixten Ehrling (69), Elisabeth Söderström (70), Eric Ericson (71), Erik Järnåker (72)
- 1979 – Anna-Carolina Edholmer (73), Sten Frykberg (74), Olof Hult (75)
- 1980 – Ingrid Maria Rappe (76), Bo Ramviken (77), Sven Wilson (78)
- 1981 – Georg Bolin (79), Carl von Garaguly (80), Mats Rehnberg (81)
- 1982 – Helge Almquist (82), Arthur Nestler (83), Gunnar Sjöqvist (84)
- 1983 – Gunnar Hahn (85), Karin Ek (86), Axel Herjö (87), Folke Lindberg (88)
- 1984 – Gotthard Arnér (89), Sven-Erik Bäck (90), Bror Samuelson (91)*
- 1985 – Hans Eppstein (91)*, Gunnar Axén (92), Henrik Jansson (93)
- 1986 – Birgit Stenberg (94), Håkan Edlén (95), Lars Eklund (96)
- 1987 – Greta Erikson (97), Carin Malmlöf-Forssling (98), Stig Carlsson (99)
- 1988 – Ann-Marie Treschow (100), Nils Castegren (101), Thore Ehrling (102), Stig Ribbing (103)
- 1989 – Kurt Bendix (104), Julius Jacobsen (105), Ingvar Lidholm (106), Hans Nordmark (107)
- 1990 – Madeleine Uggla (108), Claude Génetay (109), Folke Larsson (110)
- 1991 – Kerstin Nerbe (111), Conny Carlson (112), Torsten Nilsson (tonsättare) (113), Svante Pettersson (114)
- 1992 – Kjerstin Dellert (115), Ingemar Gabrielsson (116), Erik Nordien (117)
- 1993 – Monica Zetterlund (118), Werner Wolf Glaser (119), Bengt Pleijel (120), Harald Thedéen (121)
- 1994 – Astrid Lande (122), Carl Bertil Agnestig (123), Per-Anders Hellqvist (124), Erik Sædén (125)
- 1995 – Margareta Hallin (126), Jacob Boëthius (127), Lennart Ehrenlood (128), Bengt Eurén (129)
- 1996 – Berit Berling (130), Bengt Olof Engström (131), Jan Åke Hillerud (132), Helmut Mühle (133)
- 1997 – Alvar Burman (134), Josef Grünfarb (135), Siegfried Naumann (136)
- 1998 – Päkkos Gustaf (137), Anders R. Öhman (138), Herbert Blomstedt (139), Robert von Bahr (140)
- 1999 – Kerstin Meyer-Bexelius (141), Hans Leygraf (142), Olle Adolphson (143), Sigvard Hammar (144)
- 2000 – Dorothy Irving (145), Erland von Koch (146), Povel Ramel (147), Jan Ling (148)
- 2001 – Margareta Dellefors Bladini (149), Gunnar Bucht (150), Bengt-Arne Wallin (151)
- 2002 – Anne Sofie von Otter (152), Endre Wolf (153), Anders Jansson (154)
- 2003 – Folke Abenius (157), Arne Domnérus (156), Hjördis Schymberg (155)
- 2004 – Solwig Grippe (158), Leo Berlin (159), Ingvar Wixell (160)
- 2005 – Berit Lindholm (161), Hans Åstrand (162), Ingemar Månsson (163), Daniel Börtz (164)
- 2006 – Helen Jahren (165), Georg Riedel (166), Sten Hanson (167), Anders Eliasson (168)
- 2007 – Nina Balabina (169), Bo Nilsson (171), Gustaf Sjökvist (172), Gunnar Staern (170)
- 2008 – Carl-Axel Dominique (173), Monica Dominique (174), Bengt Holmstrand (175), Lennart Hedwall (176), Rut Jacobson-Stokholm (177)
- 2009 – Sven-David Sandström (181), Bo Johansson (179), Ulla Magnusson (180), Göran Bergendal (178)
- 2010 – Per-Gunnar Alldahl (182), Folke Rabe (183), Märta Ramsten (184), Birgitta Svendén (185)[1]
- 2011 – Gunilla von Bahr, Ole Hjorth, Irène Mannheimer, Märta Schéle, Dan-Olof Stenlund, Martin Tegen.[2]
- 2012 –  Gunnar Eriksson, Hans Pålsson, Karin Rehnqvist, Ann-Sofi Söderqvist, Roland Wiklund, Gunnar Petri.[3]
- 2013 – Bosse Broberg, Veslemöy Heintz, Kjell Ingebretsen, Martin Martinsson, Lisbeth Vecchi.[4]
- 2014 – Kalle Almlöf, Gunnel Fagius, Åke Holmquist, Clas Pehrsson[5]
- 2015 – Sixten Nordström, Anita Soldh-Forsström och Sven-Bertil Taube[6]
- 2016 – Anders Bondeman, Gullan Bornemark, Nils Landgren och Nina Stemme[7]
- 2017 – Eva Helenius-Öberg, Ulrich Kaatz, Lena Willemark, Carl-Gunnar Åhlén och Arnold Östman[8]
- 2018 – Robert Sund, Per Lindvall, Camilla Lundberg och Ramon Anthin[9]
- 2019 – Sven Ahlbäck, Elise Einarsdotter, Bengt Forsberg, Jan Hansson och Cajsa S Lund[10]
- 2020 – Ingrid Hammarlund, Bernt Lysell, Marie Selander, Lennart Åberg, Jojje Wadenius[11]
- 2021 – Malin Broman, Bo Ejeby, Torgny Hanson, Tommy Körberg, Tomas Löndahl och Katarina (Katalin) Varga Smith
- 2022 – Bengt Berger, Ingemar von Heijne, Kerstin Jansson, Jörgen Pettersson och Christina Tobeck[12]
- 2023 – Anna Lindal (244), Susanna Lindmark (245), Ale Möller (246), Jan Risberg (247) och R Axel Unnerbäck (248)
- 2024 – Helge Albin (249), Gunilla Flinck (250), Jakob Lindberg (251), Lisa Nilsson (252), Finn Rosengren (253) och Sebastian Skarp (254)

*Samma medaljnummer utgivet två gånger.